# ГПМ-64
ГПМ-64 — гусеничная пожарная машина, созданная на основе танка Т-64 инженерами Харьковского бронетанкового ремонтного завода в 2010 году.

## История
Разработка машины была завершена в августе 2010 года, когда в самом разгаре были лесные пожары в России и на Украине. Стоимость разработки первой машины составила 1,5 млн гривен
Первым местом использования пожарного танка стал пожар на военных складах в Лозовой, потушить пожары на которых с использованием пожарных машин не могли из-за угрозы взрывов и поражения осколками. Также танк участвовал в тушении пожара на нефтебазе под Киевом 8—16 июня 2015 года.

## Описание
Основной сферой применения пожарных танков является ликвидация пламени в местах с затруднённым доступом и на складах боеприпасов.
ГПМ-64 защищён со всех сторон от попадания осколков, что исключает возможность поражения экипажа или повреждения ёмкости для воды. Пожарный танк способен не только доставлять воду к месту возгорания, но и автоматически тушить пожары.
Танк собран на основе Т-64. На крыше танка установлен специальный водомёт, дальности подачи водяной струи составляет 100 метров, площадь тушения от 200 до 250 квадратных метров.

## Характеристики
- Объём цистерны для воды: 25м³
- Подача насоса: 100 л/с
- Максимальная дальность подачи водяной струи: 100 метров
- Площадь тушения: 200—250 м²